# Epipocus subcostatus
Epipocus subcostatus es una especie de coleóptero de la familia Endomychidae.

## Distribución geográfica
Habita en México.